# 南牧村 (群馬県)
南牧村（なんもくむら）は、群馬県甘楽郡の村。高齢化率日本一の自治体である。
隣の長野県南佐久郡にある同じ漢字表記の南牧村は「みなみまきむら」と読む。

## 地理
群馬県の南西部の山間に位置する。村域は東西に16.5キロメートル、南北に9.2キロメートルで、面積は118.83平方キロメートル、標高は最低320メートルから最高1442メートルである。
- 山 - 荒船山（標高1423m、日本二百名山、ぐんま百名山）、日影山（1407m）、大屋山（1081m）、烏帽子岳（1182m、ぐんま百名山）、小沢岳（1089m、ぐんま百名山）、鹿岳（1015m、ぐんま百名山）、黒滝山（870m、ぐんま百名山）、立岩（1265m、ぐんま百名山）桧沢岳（1133m、ぐんま百名山）、四ッ又山（900m、ぐんま百名山）
- 河川 - 南牧川、大塩沢川、桧沢川、熊倉川、大仁田川、底瀬川、椚川、星尾川、道場川
- 湖沼 - 大仁田湖（大仁田ダム）[6]

　　　　　蓼沼

### 隣接している自治体
- 群馬県
  - 甘楽郡下仁田町
  - 多野郡神流町・上野村
- 長野県
  - 佐久市
  - 南佐久郡佐久穂町

## 歴史
- 戦国時代(詳細な年は不明)
  - 武田信玄が熊倉地区余地峠を進軍。
- 1955年（昭和30年）3月15日 - 磐戸村・月形村・尾沢村が合併し南牧村が誕生し、現在に至る。合併当時はコンニャク栽培で栄えていた。
- 1956年（昭和31年）4月1日 - 村の一部（大字小沢のうち字漆原・大萱・山の神・金沢・横岩・青梨子）が同郡下仁田町に編入される。
- 2007年（平成19年）
  - 9月6日 - 台風9号による大雨のため、南牧村の県道・村道が崩壊し、孤立状態となった。
  - 9月12日 - 秋雨前線による大雨のため、南牧村の県道・村道が再び崩壊し、孤立状態となった。
- 2008年（平成20年）8月27日 - 富岡市・下仁田町とともに「富岡甘楽地域合併研究会」を設立。甘楽町の参加を得られず、2009年（平成21年）2月24日に活動休止[7]。
- 2012年（平成24年）3月 - 村のマスコットキャラクターに「なんしぃちゃん」を選定。明日の南牧を創る会が県や村、商工会からの支援を受けて村内に募集、デザイン化した。滝をイメージした髪に村花ヒトツバナをあしらい、村章由来の服、村特産の炭を携える[8]。
- 2014年（平成26年）2月16日 - 前夜からの平成26年の大雪（積雪80センチメートル）のため、除雪がなかなか進まず、ほとんどの世帯が停電したため、孤立状態となった[9]。
- 2016年（平成28年）5月 - 都会の若者が参加、自然及び里山を学ぶための現代版寺子屋「なんもく大学」を開講[10]。

## 人口
1960年代以降、1万人未満になっており、高齢化率が2006年10月より日本一となっている。2022年（令和4年）10月1日時点で、村民の平均年齢は68.9歳（男性：66.2歳、女性：71.3歳）である。過疎地域自立促進特別措置法第2条1項の「過疎地域」に指定されており、村の維持のためにも過疎対策が急務となっている。
2015年（平成27年）国勢調査における老年人口割合は60.5％と、日本一の割合である（限界自治体）。同調査において老年人口割合が60％を超えている市町村は当村のみである。逆に年少人口割合は3.0％で、2015年の時点で日本一低い割合である。
2020年（令和2年）国勢調査では老年人口割合が65.2％とさらに増大し、引き続き日本一の数値となった。年少人口割合は2.4％で、日本で二番目に低い数字である。（なお日本一低い市町村は福島第一原子力発電所事故で町民の大半が避難していた大熊町である）
2014年（平成26年）5月8日に、民間シンクタンク「日本創成会議」が発表した「消滅可能性都市」の市町村中で「最も消滅可能性が高い（推計若年女性人口減少率89.9%）」と指摘された。
| |                                        |  |
| 南牧村と全国の年齢別人口分布（2005年） | 南牧村の年齢・男女別人口分布（2005年） |  |
| ■紫色 ― 南牧村 ■緑色 ― 日本全国 | ■青色 ― 男性 ■赤色 ― 女性              |  |
| 南牧村（に相当する地域）の人口の推移 \| 1970年（昭和45年） \| 7,671人 \| \| \| 1975年（昭和50年） \| 6,856人 \| \| \| 1980年（昭和55年） \| 5,893人 \| \| \| 1985年（昭和60年） \| 5,089人 \| \| \| 1990年（平成2年） \| 4,387人 \| \| \| 1995年（平成7年） \| 3,829人 \| \| \| 2000年（平成12年） \| 3,340人 \| \| \| 2005年（平成17年） \| 2,929人 \| \| \| 2010年（平成22年） \| 2,423人 \| \| \| 2015年（平成27年） \| 1,979人 \| \| \| 2020年（令和2年） \| 1,611人 \| \| |                                        |  |
| 総務省統計局 国勢調査より |                                        |  |
| 1970年（昭和45年） | 7,671人                                |  |
| 1975年（昭和50年） | 6,856人                                |  |
| 1980年（昭和55年） | 5,893人                                |  |
| 1985年（昭和60年） | 5,089人                                |  |
| 1990年（平成2年） | 4,387人                                |  |
| 1995年（平成7年） | 3,829人                                |  |
| 2000年（平成12年） | 3,340人                                |  |
| 2005年（平成17年） | 2,929人                                |  |
| 2010年（平成22年） | 2,423人                                |  |
| 2015年（平成27年） | 1,979人                                |  |
| 2020年（令和2年） | 1,611人                                |  |

## 行政・立法

### 村長
- 村長：長谷川最定（2014年5月1日就任、2期目）[13]

### 村議会
- 議長：相馬政之（2021年10月1日就任）[14]
- 副議長：青木健太郎（2023年10月3日就任）[14]
- 議員定数：8人 現員：8人（任期：2027年9月30日まで）[15]

### 県議会
- 選挙区：甘楽郡選挙区
- 定数：1名
- 任期：2023年（令和5年）4月30日 - 2027年（令和9年）4月29日[16]

| 議員名 | 会派名     | 備考 |
| ------ | ---------- | ---- |
| 牛木義 | 自由民主党 |      |

### 衆議院
- 任期 ： 2024年（令和6年）10月27日 - 2028年（令和10年）10月26日（「第50回衆議院議員総選挙」参照）

| 選挙区 | 議員名   | 党派名     | 当選回数 | 備考   |
| --- | -------- | ---------- | -------- | ------ |
| 群馬県第5区（南牧村、渋川市、富岡市、安中市、高崎市〈旧群馬町・箕郷町・榛名町・倉渕村域〉、北群馬郡、甘楽郡、吾妻郡） | 小渕優子 | 自由民主党 | 9        | 選挙区 |

## 経済
- 2010年時点での本村総農家数は204で、農業就業人口は73人である[17]。
- 本村の工業統計（2003年 - 2013年）によると、従業者4人以上の事業所数は概ね10前後、年間の製造品出荷額等は概ね30億円前後である[18]。
- 特産品 - 炭[19]、御蔵砥（砥石）

## 地域
- 警察
  - 富岡警察署磐戸駐在所
  - 富岡警察署砥沢駐在所
- 消防
  - 富岡甘楽広域消防本部下仁田消防署南牧分署
- 教育
  - 南牧村立なんもく学園義務教育学校
- 放送
  - なんもくふれあいテレビ
  - NHK群馬南牧テレビ中継局（廃止）

## 交通
村内に鉄道路線は走っていない。最寄り駅は、上信電鉄上信線下仁田駅。

### 道路
- 都道府県道
  - 群馬県道45号下仁田上野線
  - 群馬県道・長野県道93号下仁田臼田線

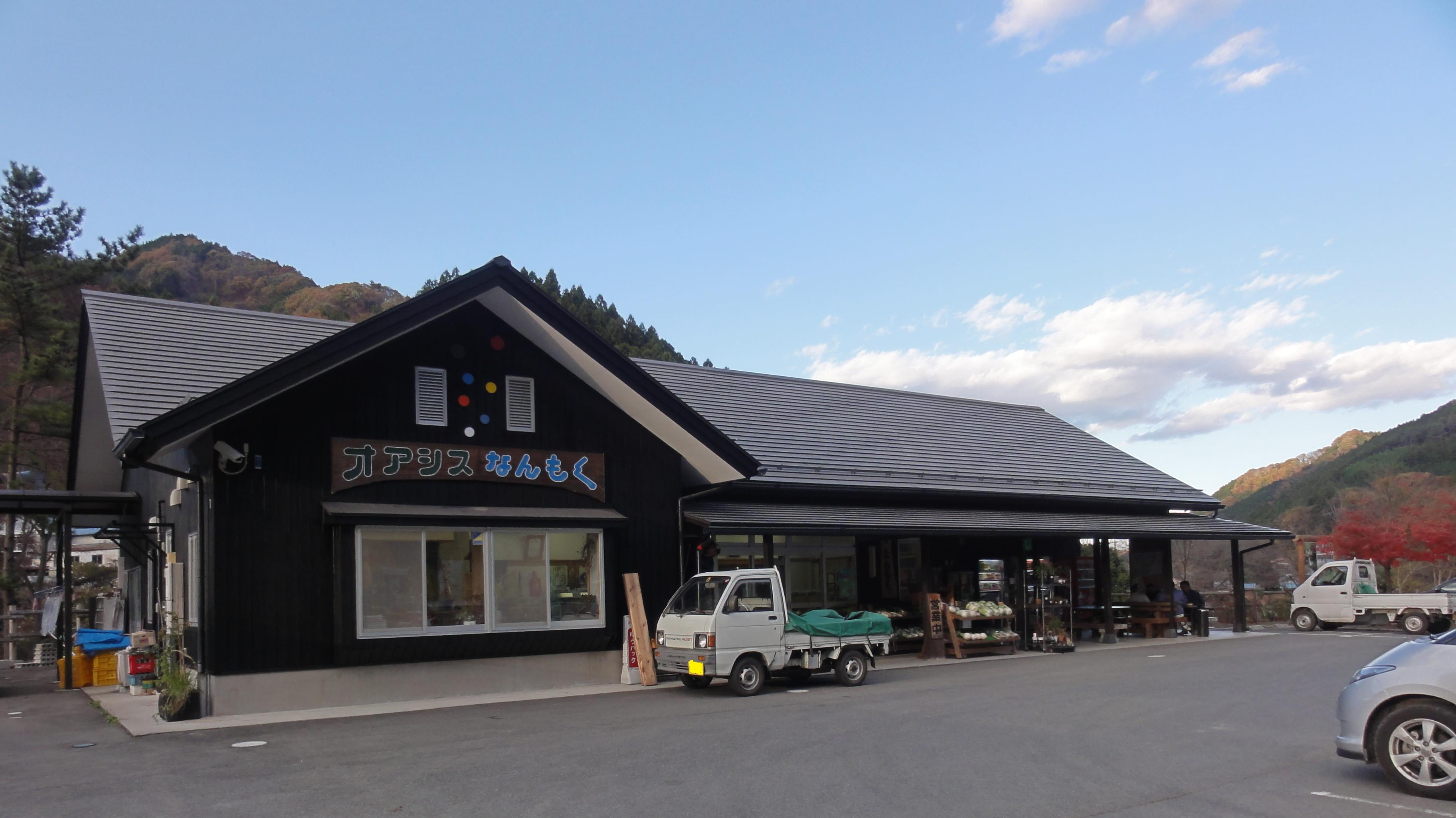
道の駅オアシスなんもく

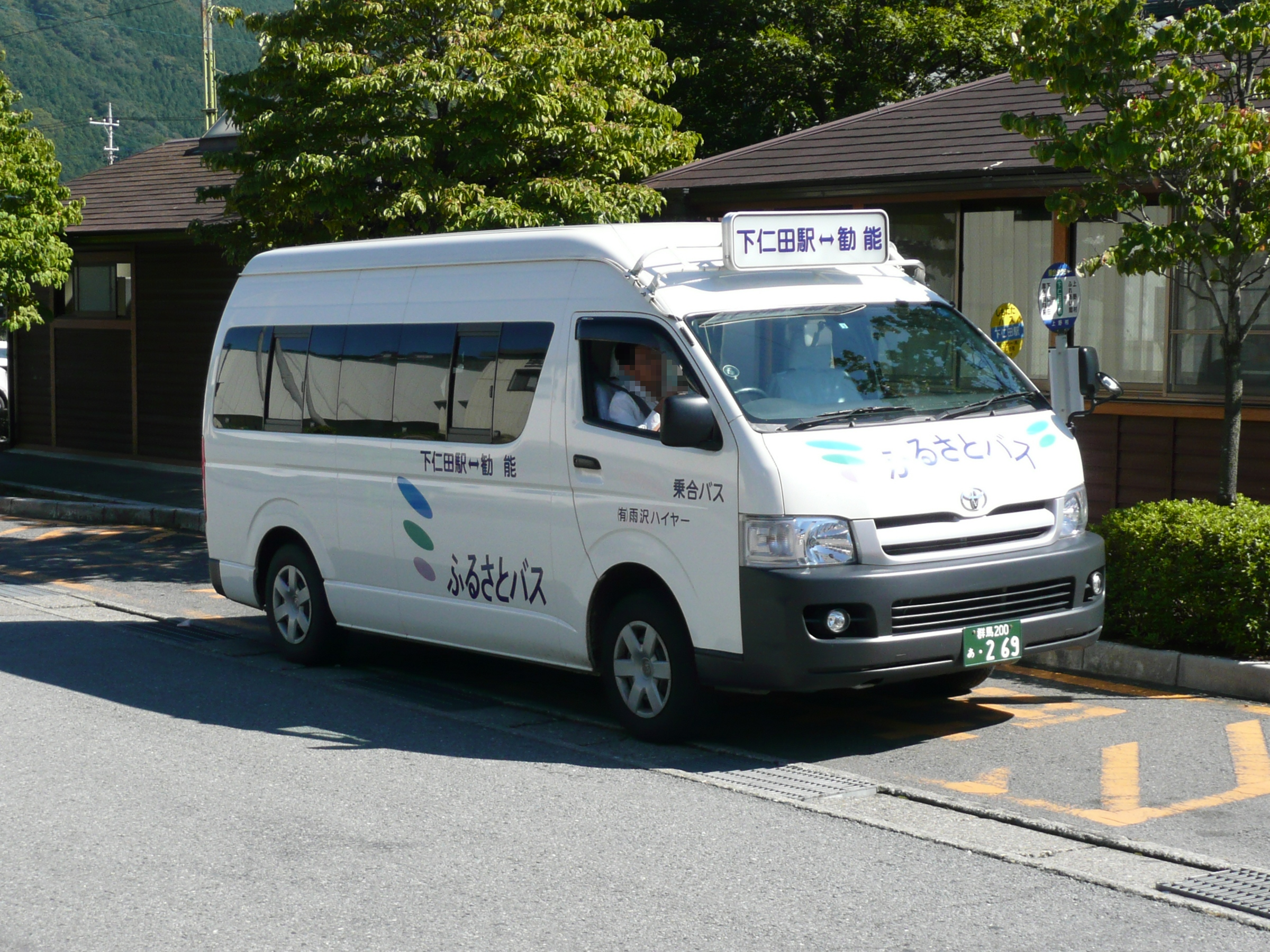
南牧村ふるさとバス（2011年9月、下仁田駅前にて）

  - 群馬県道・長野県道108号下仁田佐久穂線
  - 群馬県道202号黒滝山小沢線
- 林道
  - ふるさと林道湯の沢線（湯の沢トンネル）
- 道の駅
  - オアシスなんもく

### バス
- 南牧バス（南牧村営バス） - 下仁田駅と村内各地を結ぶ。

## 名所・旧跡・観光スポット・祭事・催事
- 三名瀑 - 三段の滝、線ヶ滝、象ヶ滝[20]
- 蝉の渓谷 - 県指定天然記念物および名勝[20]
- 六車カタクリこみち - カタクリ群生地（約10万株）[21]
- 黒瀧山不動寺 - 村指定史跡[22]
- 南牧村民俗資料館 - 村の山村生産用具1,031点（国の登録有形民俗文化財）を展示[22]
- 山の美術館
- なんもく村自然公園[23]
- 木の葉石の湯（鉱泉を加温した共同浴場、星尾地区）[24]
- 大仁田ひとつばな祭り - 毎年5月3日、大仁田ダムで開催[6]
- 大日向の火とぼし - 毎年8月14日 - 8月15日、大日向橋で開催される火祭り（国の選択無形民俗文化財、県指定重要無形民俗文化財）[22]

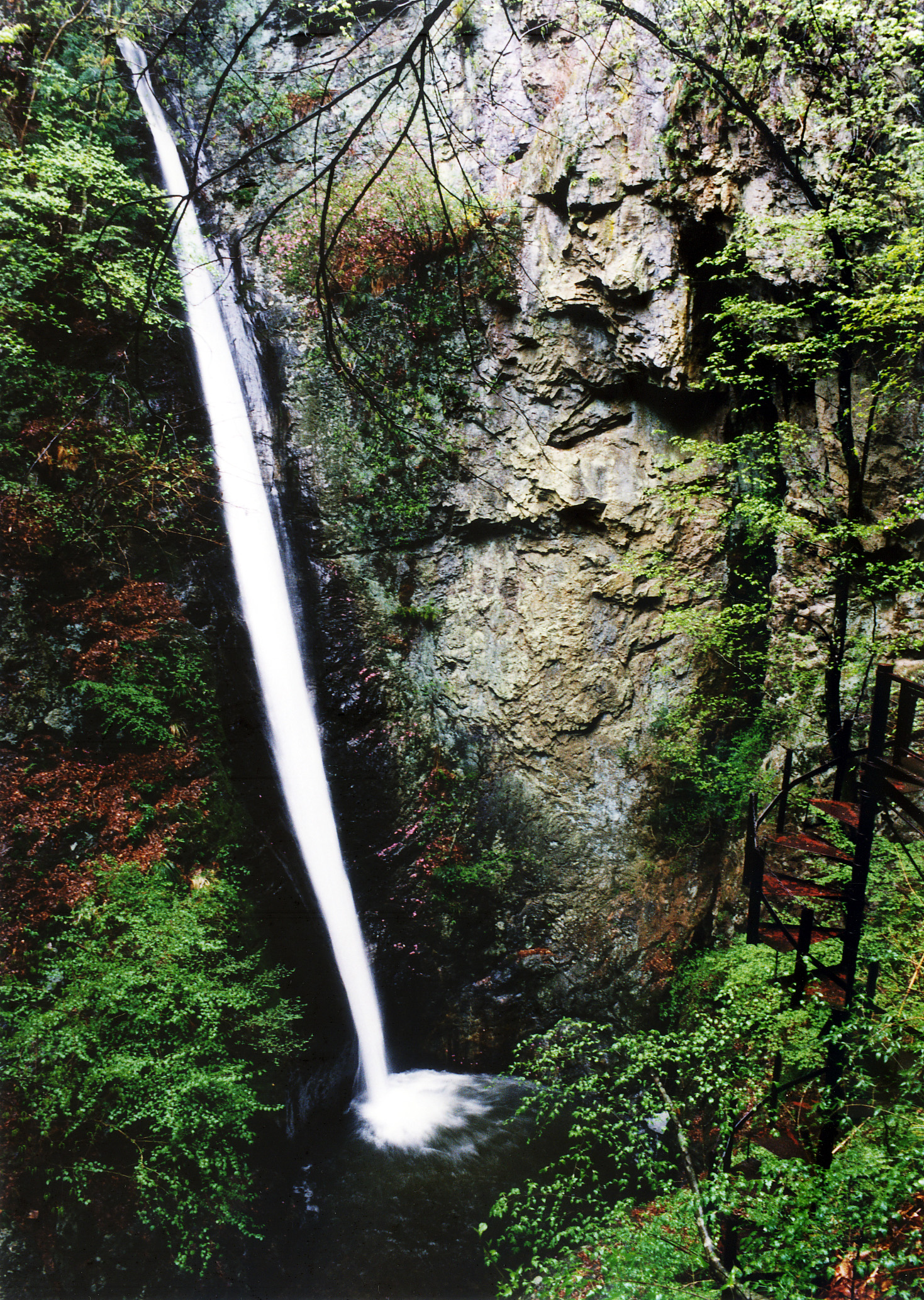
線ヶ滝
大日向の火とぼし

## 出身者
- 市川五郎兵衛真親 - 江戸時代、長野県佐久市に五郎兵衛用水を建設[25]。